# Butting Gruppe

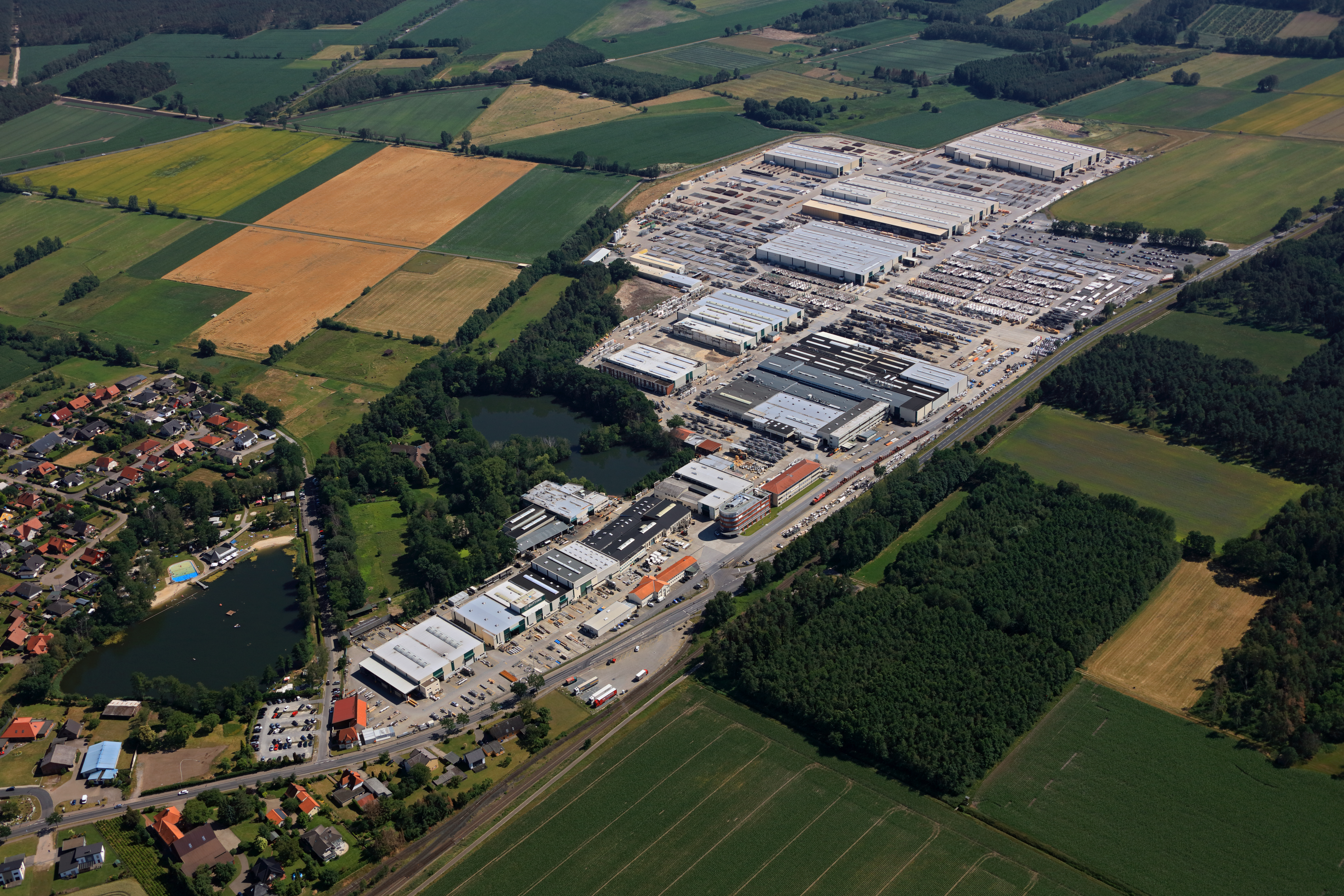
Firmensitz in Knesebeck

Die Butting Gruppe (Eigenschreibweise: BUTTING Gruppe) mit Sitz in Knesebeck in Niedersachsen gilt als einer der weltweit führenden Hersteller und Entwickler von Rohren und Rohrkomponenten aus rostfreiem Edelstahl und plattierten Werkstoffen.

## Geschichte
Das Unternehmen Butting wurde 1777 in Crossen an der Oder als Kupferschmiede gegründet. Unter Hermann Butting wurde der Handwerksbetrieb 1890 zu einem Industriebetrieb. 1912 erfolgte der Übergang des Unternehmens an Hermanns Sohn, den diplomierten Ingenieur Hanns Butting. Ab 1916 firmierte das Unternehmen als Metallwarenfabrik. Das Unternehmen fertigte und handelte in der Zeit vor und während des Ersten Weltkriegs mit Kupfer- und Messingröhren, Stangen, Drähten und Blechen, neben der zivilen Anwendung auch für den Kriegsbedarf.
Hanns Butting wurde 1930 in den Aufsichtsrat der Niederlausitzer Bank gewählt, dem er bis 1942 angehörte.
Da sich der ursprüngliche Unternehmenssitz in den Ostgebieten des Deutschen Reiches befand, musste er zum Ende des Zweiten Weltkriegs aufgegeben werden. Das Unternehmen wurde 1945 in Knesebeck wiederaufgebaut. Im Jahr 1949 lief die Rohrproduktion mit 16 Mitarbeitern an. 1955 übernahm der promovierte Jurist Hannshermann Butting, Jahrgang 1925, und entwickelte das Unternehmen zu einem international agierenden Hersteller und Verarbeiter von Edelstahlrohren und -komponenten. Bis 1960 wuchs die Belegschaft auf 120 Mitarbeiter an, im Jahr 1970 war sie mit 300 Angestellten schon mehr als doppelt so groß.
Kurz nach der deutschen Wiedervereinigung wurde 1991 ein zweiter Standort in Schwedt/Oder gegründet. Seit 2000 wird das Familienunternehmen von Hermann Butting in siebter Generation geleitet. 2003 konnte die Zahl von 1000 Mitarbeitern überschritten werden. 2004 wurde Butting China in Tieling als erster Auslandsstandort gegründet, im darauffolgenden Jahr Butting Canada in Calgary. 2009 kam Butting Brasil hinzu.
Im Jahr 2017 hat Butting den Edelstahlrohrhersteller Sosta in Könnern übernommen und führt das Unternehmen seit Dezember 2021 unter dem Namen Butting Könnern GmbH. 2019 wurden zwei weitere Unternehmen in China gegründet: Butting International Engineering (Hong Kong) und Butting Engineering Management (Beijing). Durch die neuen Standorte konnte die Belegschaft erneut deutlich vergrößert werden. Im Januar 2022 lag sie bei rund 1.980 Mitarbeitern. Butting machte 2023 in der Unternehmensgruppe mit 2500 Mitarbeitern 863 Millionen Euro Umsatz.

## Unternehmensorganisation
Die Butting Gruppe ist ein international tätiges Familienunternehmen mit verbundenen Unternehmen. Sie gliedert sich in die Bereiche Rohrtechnik, Anlagenbau, Engineering und Support. Die zugehörigen Produktionsstätten, Lager und Repräsentanzen befinden sich an weltweiten Standorten.

### Produktionsstätten
- Knesebeck (HQ)
- Schwedt/Oder, Deutschland
- Könnern, Deutschland
- Düren, Deutschland
- Burgkirchen, Deutschland
- Tieling, China
- Lappeenranta, Finnland

### Niederlassungen
- Blumenau, Brasilien
- Calgary, Kanada
- Singapur
- Dubai, UAE

### Unternehmen der Butting Gruppe
- Butting Könnern GmbH, Könnern
- Hillger NDT GmbH, Braunschweig
- Butting Tubos de Inox Ltda., Blumenau
- Butting Anlagenbau GmbH & Co. KG, Schwedt
- Textoris Apparate- und Rohrleitungsbau GmbH
- AMU Schwedt GmbH, Schwedt
- Butting CryoTech GmbH  Burgkirchen
- Butting Canada Ltd., Calgary
- PREPIPE OY, Lappeenranta[16]
- Butting Plant Engineering GmbH, Oberursel
- Butting Einkaufsgesellschaft mbH, Knesebeck
- Butting Akademie gGmbH, Knesebeck
- Butting Akademie Personalentwicklung GmbH & Co. KG

## Produkte und Anwendungen
Die Butting Gruppe produziert längsnahtgeschweißte Rohre aus Edelstahl und Sonderwerkstoffen sowie daraus gefertigte Komponenten. Zu den Hauptprodukten zählen Prozessrohre, plattierte Rohre, Baugruppen und Anlagenkomponenten.
Für die europäische Trägerrakete Ariane 6 fertigte Butting Rohrleitungssysteme aus gebogenem Rohr und Zweischalenbogen.

### Produkte
- Edelstahlrohre
- Plattierte Rohre
- Komponenten
- Rohrleitungen
- Tanks
- Apparate
- Behälter
- Vakuumisolierte Transferleitungen
- Kryogene Ventile

### Anwendungen
- Anlagen- und Rohrleitungsbau
- Öl- und Gas Industrie
- Papier und Zellstoffindustrie
- Luft- und Raumfahrttechnik
- Umwelt- und Energietechnik
- Schiffsbau
- Pharma-Industrie und Biochemie